# Indigofera acutiflora
Indigofera acutiflora är en ärtväxtart som beskrevs av Nicholas Edward Brown. Indigofera acutiflora ingår i släktet indigosläktet, och familjen ärtväxter. Inga underarter finns listade i Catalogue of Life.